# NGC 1811
NGC 1811 este o galaxie spirală situată în constelația Porumbelul. A fost descoperită în 6 noiembrie 1834 de către John Herschel. Se află la o distanță de 53,18 de megaparseci de Pământ.